# Cheerleadinghopp

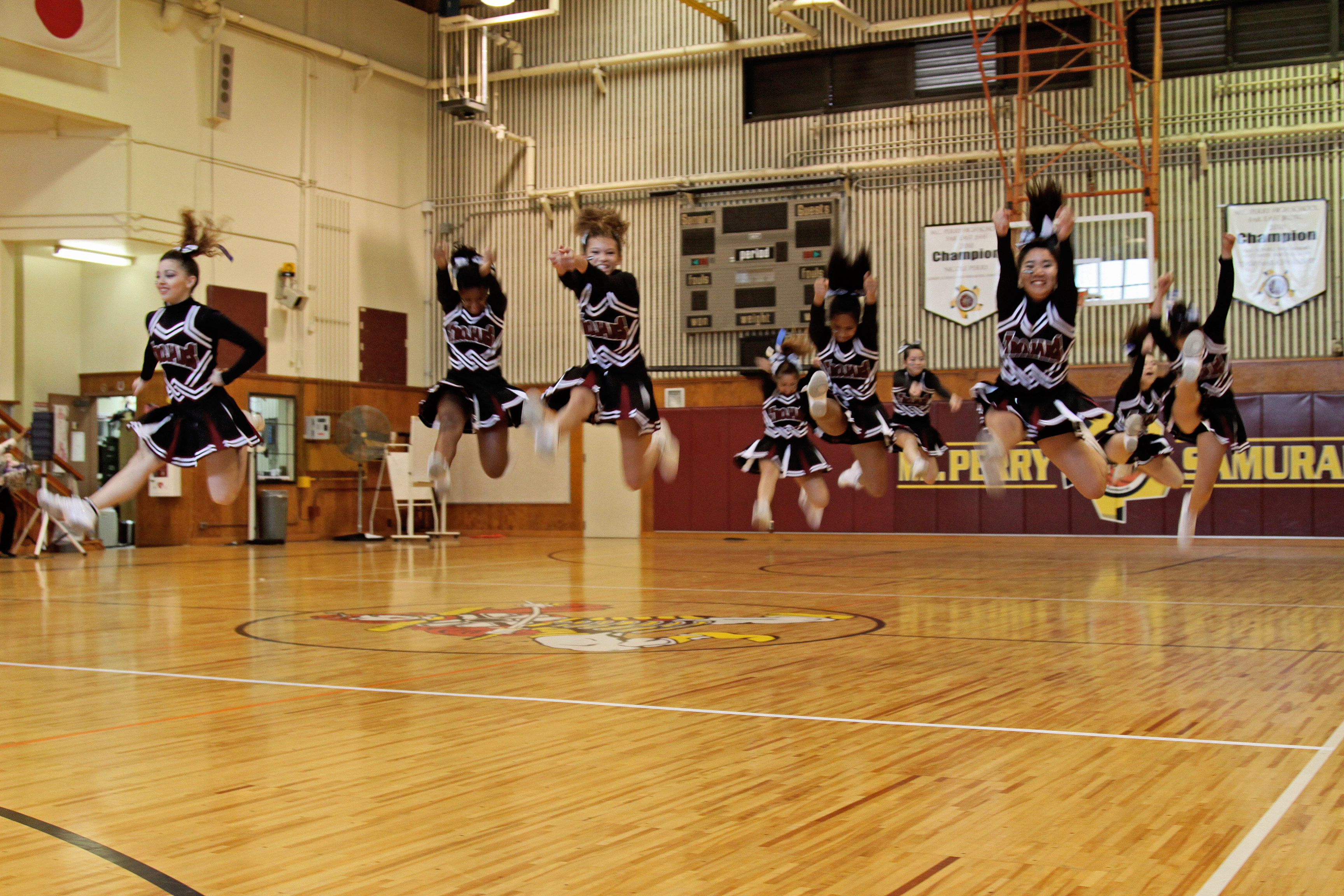
Ett lag hoppar front.

Cheerleadinghopp  är ett moment inom cheerleading och delas in i två svårigheter; A- och B-hopp. Level 1-lag har bara B-hopp, fortsättningslag har både A- och B-hopp och level 5- och 6-lag har bara A-hopp.
Innan ett hopp kan man ha en prep. Till exempel en klapp i hakhöjd + high V eller en klapp i hakhöjd som sedan sträcks ut.

## B-hopp

### T-hopp
Ett T-hopp utförs med spänd, rak kropp där benen hålls ihop och fötterna är pointade. Armarna hålls i T-position, det vill säga armarna rakt ut från kroppen, händerna knutna och ovansidan av handen ska vara uppåt. T-hopp använd ofta i kombination med toe touch.

### X-hopp
X-hopp kallas även Spread Eagle. Armar och ben ska bilda ett X. Benen är sträckta och delade och fötternas ovansida ska vara framåt. Armarna ska vara i high V-position.

## A-hopp

### Toe touch
Armarnas position är i T och benen i framåtvinklad split. Benen ska komma bakom armarna och fötterna ska vara pointade.

### Front
Front kallas även hurdle och kan liknas vid en häckhoppares position. Det främre benet ska sparkas upp framför kroppen och vara sträckt, det bakre benet ska sparkas bakåt och vara böjt. Armarna sträcks ut uppåt med knutna nävar. Armarna ska gå vid öronen.

### Pike
I en pike ska överkropp och ben mötas. Benen är sträckta och armarna lika så. Benen och armarna ska gå parallellt med golvet.